# Slovensko narodnooslobodilačko vijeće
Slovensko narodnooslobodilačko vijeće (skr. SNOV ili SNOS, slov. Slovenski narodnoosvobodilni svet) osnovano je kao najviši organ antifašističkog pokreta Slovenaca za vrijeme Drugog svjetskog rata. Predsjednik predsjedništva bio je Josip Vidmar.
SNOV (slov. SNOS) osnovano je 19. veljače 1944. u Črnomelju kada je plenum Oslobodilačke fronte od 120 članova, koji je 1943. godine konstituirao zbor u Kočevju, odlučio promijeniti naziv u SNOV i proglasiti se privremenim slovenskim parlamentom. Jedna od najvažnijih odluka vijeća bila je da Slovenija nakon završetka rata postane zemlja u sastavu Socijalističke Jugoslavije.
Unatoč činjenici da je područje Slovenije bilo okupirano od strane Sila Osovine, Slovensko narodnooslobodilačko vijeće bilo je više od simboličkog tijela. Nekoliko važnih institucija djelovalo je pod nadzorom SNOV-a. Primjerice, osnovalo je čak i Statistički zavod Slovenije na sjednici održanoj 19. kolovoza 1944. Uoči kraja rata, 5. svibnja 1945., SNOV se posljednji put sastalo u gradu Ajdovščini u Julijskoj krajini (koja je tada službeno bila u sastavu Kraljevine Italije) i uspostavilo je slovensku vladu na čelu s komunističkim predsjednikom Borisom Kidričem.